# جاهد عرف
جَاهِد عَرْف (بالتركية: Cahit Arf)‏ مواليد 11 أكتوبر 1910 في الدولة العثمانية - الوفاة 26 ديسمبر 1997 في إسطنبول، تركيا، عالم رياضياتي تركي.